# Wyliczanka (literatura)
Wyliczanka – dziecięcy wierszyk, mający charakter rymowanki, często pozbawiony jakiegokolwiek sensu, służący do uporządkowania zabawy (np. do wylosowania osoby, która będzie wykonywać jakąś czynność w zabawie). Niekiedy w bezsensownych na pozór słowach polskich wyliczanek kryją się przekręcone słowa odnoszące się do procesu liczenia, wywodzące się z niezrozumiałych dla dzieci języków: cygańskiego, jidysz, niemieckiego, węgierskiego, tatarskiego i innych. 
Wyliczanki – jako obiekty literatury ustnej, na ogół funkcjonują w setkach wariantów regionalnych i lokalnych. Niektóre wyliczanki weszły do literatury wyższej. Na przykład Alicja w Krainie Czarów – jak to wykazał Martin Gardner („The Annotated Alice”) – jest pełna przekształconych angielskich wyliczanek. Podobnie Dziesięciu małych Murzynków oparte jest na motywie angielskiej wyliczanki.

## Przykłady
Ene due rike fake 
 torba borba ósme smake 
 eus deus kosmateus 
 i morele baks.
Na wysokiej górze 
 rosło drzewo duże. 
 Nazywa się 
 Aplipaplibliteblau. 
 Kto tego słowa nie wypowie,
 ten będzie spał.
Płynie jabłko po wodzie, 
Kto je złapie ten wyjdzie. 
 Powiedziała święta Klara, 
że to będzie dobra para.

Pałka zapałka dwa kije, 
 kto się nie schowa ten kryje: 
 Raz, dwa, trzy,  początek gry!